# 梅里爾鎮區 (北達科他州赫廷傑縣)
梅里爾鎮區（英語：Merrill Township）是位於美國北達科他州赫廷傑縣的一個鎮區。

## 地方資料
梅里爾鎮區的面積為83.64平方千米，當中陸地面積為82.95平方千米，而水域面積為0.68平方千米。根據2020年美國人口普查的數據，當地共有人口6人，而人口密度為每平方千米0.07人。